# Zamek w Rybnicy
Zamek w Rybnicy – zabytkowy zamek w miejscowości Rybnica (powiat karkonoski) w województwie dolnośląskim, przy drodze do Starej Kamienicy, na zalesionym skalistym wzgórzu w kierunku zachodnim od Jeleniej Góry. Obecnie obiekt w stanie ruiny.

## Historia
Być może już na przełomie XIII i XIV w. znajdowała się tu siedziba rycerska, której właścicielem był Henryk Reibnicz, figurujący w dokumencie piastowskiego księcia Bolka I z 1288 r. Dokument Henryka jaworskiego z 1316 r. mówi o przyznaniu niewymienionej z imienia osobie różnych wolności i wyższego prawa sądowniczego nad Rybnicą. W 1345 r. Rybnica pojawia się na dwóch dokumentach Henryka jaworskiego. Miejscowość występuje tu obok wsi Strupice i Barcinek oraz folwarku w Jeżowie Sudeckim, z których książę nadał rycerzowi Konradowi von Czirnowi swoje dochody, należące do lenna zamkowego w Jeleniej Górze. Synami Konrada byli Konrad, Mikołaj i Francuzko, odnotowani w latach 1390-1395. W samej Rybnicy poświadczone są dobra Konrada i Mikołaja w 1393 r. Związek Konrada z Rybnicą zamanifestował się w 1394 r. poprzez jego przydomek (Conrad von Czyrnen von der Reibnitz genant).
Według tradycji, która nie jest jednak potwierdzona w dokumentach, zamek miał wznieść czeski król Karol IV w drugiej poł. XIV w. (w 1364/1365 lub 1369 r.). W tym okresie miała powstać nazwa zamku Laudis Palatium, która z czasem zwulgaryzowała się do postaci Läusepelz.

## Architektura
Zachowane relikty obiektu wskazują, że zamek powstał dopiero w XV lub XVI w. Przebudowany został w 1750 i 1786 r. W pierwszej poł. XIX w. został opuszczony. Obecnie obiekt jest w stanie ruiny. Pierwotny wygląd zamku przedstawiono na rycinach pochodzących z XVIII wieku. Zamek był budowlą założoną na planie prostokąta, trójkondygnacyjną z czworobocznym ryzalitem na dłuższej osi, w którym mieściła  się  kuchnia.  Mury  zamku  wzniesione zostały z łamanego kamienia, miejscowej skały granitowej. Budynek był nakryty stromymi dachami. Budynek miał wymiary 15 x 25 m.
Do czasów współczesnych zachowała się ściana, zasypane piwnice oraz szczątkowo detal architektoniczny.